# Black Cube
Black Cube è un'agenzia di intelligence privata, con sedi operative a Londra, Madrid e Tel Aviv. La compagnia è stata fondata nel 2010 dagli ex ufficiali dell'intelligence israeliana Dan Zorella (in ebraico: דן זורלא) e Avi Yanus (in ebraico: אבי ינוס), e il suo staff è composto da veterani dei corpi di élite e dalle unità segrete del Mossad nonché da altre agenzie di intelligence israeliane. Nell’organigramma societario sono presenti ex elementi di spicco dell’esercito israeliano (Israel Defence Force), come Giora Einland ed Efraim Halevy, ex uomini di punta della difesa come Golan Malka, oltre ad altre figure legate alle società operanti nel campo della sicurezza e della ricerca militare come Elbit System e Azimuth Technologies. Nei primi anni di attività, Black Cube ha potuto avvalersi dell’esperienza e delle conoscenze dell’ex Direttore del Mossad Meir Dagan in qualità di presidente onorario, sino alla sua morte avvenuta nel 2016.
Il principale ambito operativo di Black Cube è il supporto in caso di contenzioso, in cui la società fornisce attività di intelligence, reperimento di prove (anche attraverso la profilazione dei soggetti interessati e l’utilizzo di agenti sotto copertura), attività di asset tracing, consulenza strategica in controversie multigiurisdizionali, arbitrati e i cosiddetti casi di crimini dei “colletti bianchi”. Inoltre, Black Cube è conosciuta per la sua esperienza anche nei campi dell’investment intelligence, due diligence, compliance, e nelle attività di Cyber Intelligence.

## Casi rilevanti
Nel 2016, Black Cube ha assistito AmTrust in una serie di arbitrati in Italia tra la compagnia di assicurazioni e il broker italiano Antonio Somma, portando alla luce tangenti e corruzione per un totale di 2 miliardi di euro. Nel caso specifico, Somma ammise a due agenti di Black Cube sotto copertura di poter controllare i collegi arbitrali, nonché di avere un accordo per pagare al presidente del collegio il 10% dei fondi che gli sarebbero stati accordati. Successivamente anche il giudice Lacchini viene contattato da agenti della Black Cube. Questi sono riusciti a registrare un audio in cui il giudice affermava di poter garantire una decisione favorevole quando si trova a presiedere il collegio. A seguito delle risultanze ottenute, l'arbitro è stato destituito e nel luglio 2016 le due parti hanno raggiunto un accordo per 60 milioni di euro, invece che 2 miliardi di euro come inizialmente richiesto.
A partire dal 2011, Black Cube ha fornito i propri servizi di intelligence a Vincent Tchenguiz (un imprenditore britannico di origine iraniana) in diversi casi, tra cui la battaglia di questi contro il Serious Fraud Office (S.F.O.) britannico a seguito del suo arresto nell'ambito dell'indagine sul crollo della banca islandese Kaupthing. Black Cube ha analizzato la rete di relazioni intorno al crollo della banca ed ha contribuito ad impugnare con successo i provvedimenti di arresto e i mandati di perquisizione da parte dell’autorità Britannica, facendo sì che nel 2013 il giudice dichiarasse illegali le azioni dell'S.F.O. A seguito di questa indagine, nel 2014 il tribunale ha condannato il Serious Fraud Office a versare oltre 3 milioni di sterline in favore di Tchenguiz, oltre che a dover presentare scuse formali.
Nel 2015 Black Cube ha assistito l'imprenditore taiwanese Nobu Su, proprietario della compagnia di spedizioni TMT, nelle sue attività tese ad ottenere il permesso di appellarsi a una sentenza del 2014 a favore di Lakatamia Shipping, nella quale Su era stato ritenuto personalmente responsabile per un importo di quasi $ 47 mln. Black Cube ha prestato attività di intelligence a favore del team legale di Su, riuscendo a dimostrare che il 20% dell'importo previsto dalla decisione era dovuto a una società chiamata Slagen Shipping la quale aveva cessato le operazioni al momento della definizione del credito. Ciò dimostrava l’impossibilità ad agire come ricorrente, permettendo sia di ridurre in modo significativo il quantum del giudizio, sia di garantire la possibilità di presentare ricorso.
Nell'aprile del 2016 la DIICOT, l'agenzia investigativa antiterrorismo romena, comunicò di aver proceduto all'arresto di due dipendenti della Black Cube, Ron Weiner e David Geclowicz, con l'accusa di aver condotto azioni finalizzate ad ottenere informazioni su Laura Codruța Kövesi. Secondo quanto riportato, la Black Cube avrebbe dovuto scoprire elementi di colpevolezza della Kövesi e l’esistenza di una diffusa corruzione all’interno del governo romeno e delle sue agenzie. Successivamente, l'azienda ha raggiunto un accordo con le autorità rumene e i due dipendenti sono stati rilasciati, tornando quindi in Israele dopo alcuni mesi.
Specializzata anche in Asset Tracing e analisi di società e conti offshore, Black Cube è stata assunta dalla Bank Hapoalim per tracciare il patrimonio dell’imprenditore israeliano Motti Zisser, il quale si era lasciato dietro un debito di 1,4 miliardi di NIS. Black Cube ha fornito informazioni e prove di numerosi beni e hotel in Europa per un valore di centinaia di milioni di NIS, i quali erano stati trasferiti da Mr. Zisser a suo figlio David al fine di evitare il pagamento di quanto dovuto. Alla luce di questi risultati la famiglia di Zisser, nel frattempo deceduto, ha raggiunto un compromesso con l’istituto bancario che prevede il versamento di 95 mln di NIS.
Nel novembre 2017, Ronan Farrow in un articolo del New Yorker ha rivelato che il produttore cinematografico statunitense Harvey Weinstein aveva ingaggiato Black Cube per scoprire chi ci fosse dietro una campagna negativa contro la sua persona perseguita attraverso la pubblicazione delle accuse di abusi nei suoi confronti. Secondo Farrow, tutto ebbe inizio nel 2016 quando, sotto falsa identità, due agenti sotto copertura incontrano l'attrice Rose McGowan, la prima accusatrice del produttore.
In concomitanza dell’annuncio da parte del presidente degli Stati Uniti Donald Trump del ritiro degli USA dall’accordo sul nucleare iraniano, i media israeliani hanno riportato che Black Cube avrebbe ricevuto l’incarico di raccogliere informazioni compromettenti per screditare Ben Rhodes e Colin Kahl, due consiglieri del presidente Obama durante il periodo della sua Amministrazione nonché altre figure fondamentali dell’Amministrazione. Black Cube ha affermato di non avere nessun rapporto con l’Amministrazione Trump, né con alcuno vicino ad essa o con l’accordo sul nucleare iraniano.
Secondo un’inchiesta pubblicata nel Giugno 2018 dal periodico “L’Espresso”, nel 2017 Black Cube, in collaborazione con la società privata d’investigazioni IFI Advisory, sarebbe stata ingaggiata dalla SIAE (Società Italiana degli Autori ed Editori) al fine di trovare ogni possible informazione sui lati oscuri del principale competitor di SIAE, Soundreef. Tra Luglio e Novembre 2017 gli investigatori di Black Cube avrebbero analizzato le attività di Soundreef e delle varie società ad essa collegate. Soprattutto, avrebbero organizzato degli incontri nei quali avrebbero registrato le parole di dirigenti ed associati del gruppo – tra i quali i cantanti Fedez e Fabio Rovazzi   – al fine di ottenere informazioni sensibili su eventuali irregolarità nei contratti tra Soundreef e i suoi aderenti. Il tutto sarebbe stato riassunto in un report chiamato “Progetto Spotlight”.
Come segnalato in esclusiva da El Mundo nel 2019, Black Cube ha nuovamente scoperto prove di abuso d'ufficio e corruzione (simili reati erano stati scoperti precedentemente in Italia) riguardanti l'avvocato Janio Lescure di Panama e diversi giudici e magistrati del Paese, tra cui il giudice della Corte Suprema Oydén Ortega. Black Cube è stata in grado di procurarsi registrazioni nelle quali Lescure ha ammesso di avere strette relazioni con giudici, funzionari statali e mafiosi, nonché di poter controllare i verdetti dei tribunali, evitare i controlli delle autorità sulle sue attività illegali e commettere evasione fiscale.

Nel maggio 2020, Black Cube ha presentato al tribunale di New York, per conto di Beny Steinmetz, le prove che la società brasiliana Vale SA ha nascosto informazioni critiche riguardanti una licenza mineraria in Guinea ottenuta da Steinmetz. Nel corso di un'operazione durata quattro mesi, Black Cube ha raccolto registrazioni di alti dirigenti di Vale, i quali hanno ammesso che la licenza mineraria ottenuta da Vale fosse stata ottenuta illegalmente quando stipularono il contratto contraddicendo un premio arbitrale di 1,8 miliardi di dollari a favore di Vale. Di conseguenza, nel febbraio del 2022 Vale ritirò la sua causa contro Steinmetz.
Gli agenti di Black Cube, fingendosi investitori stranieri, "hanno registrato membri dell'élite politica e imprenditoriale dell'Angola, i quali hanno rivelato l'esistenza di una task force governativa dedicata a prendere di mira Isabel dos Santos, utilizzando le risorse dello stato angolano. Dos Santos, un tempo donna più ricca dell'Africa e figlia dell'ex presidente angolano José Eduardo dos Santos, ha avuto centinaia di milioni di dollari di beni confiscati dal governo angolano ed è stata costretta a fuggire dal paese a causa di minacce. Il materiale di Black Cube ha mostrato una campagna personale ed economica contro Dos Santos e ha rivelato corruzione sistemica all'interno del governo attuale dell'Angola.

## Advisory Board
- Meir Dagan - Ex Direttore del Mossad, Presidente onorario del Board[33]
- Efraim Halevy - Ex Direttore del Mossad. Ha servito come presidente del Consiglio di Sicurezza Nazionale[33]
- Yohanan Danino - Ex Ispettore generale della polizia israeliana[33]
- Giora Eiland - Ex capo del Consiglio di Sicurezza Nazionale, è stato a capo della Divisione Operazioni e della Divisione Pianificazione dell'IDF[33]
- Asher Tishler - Presidente dell'Academic Studies College of Management[33]
- Paul Reyniers - ex partner PWC[33]
- Golan Malka - Ex vicepresidente Marketing e Business Development per Nice Ltd[33]
- Itiel Maayan - Membro del Customer Advisory Boarddi Microsoft[33]
- Mati Leshem - Generale di Brigata, vincitore nel 1997 dell’Israel Defence Prize[33]